# 大井車輛基地
大井車輛基地（日语：大井車両基地）位於日本東京都品川區的八潮三丁目，是東海旅客鐵道（JR東海）所轄的一座列車基地，也是東海道新幹線在東京的維修廠，負責提供列車檢修、整備、清潔及補給等服務:p48。
大井基地在1973年正式建立，鄰近東京港的大井碼頭:p100，透過高架支線在品川車站北方與東海道新幹線的正線銜接。該基地同時也是一宗在都市化地區興建大規模鐵路廠站的案例:p99-100，其佔地面積約達38萬平方公尺:p48，截至2013年4月時的人員數量約414人:p48，停放車種以新幹線700系列車和新幹線N700系列車為主:p50。

## 歷史
大井車輛基地是於1973年9月1日投入使用的，落成時為了與新幹線在品川車站南邊的東京第一運轉所（品川基地）並存，而命名作「東京第一運轉所大井支所」，並於1988年改名為「東京第二車輛所」。1992年3月5日時，原本僅有單條的正線入廠軌道進行了複線化、改為雙軌。同年之內，身為大本營的品川基地為了車站周邊的開發而讓出用地:100，原設於此處的東京第一車輛所也因而在8月1日正式遷入大井。接下來，隨著業務內容和組織重編，位於此地的大井車輛所、大井保線所、大井電力所和大井信號通信所合稱為大井車輛基地，其中的大井車輛所又由東京日檢車輛所、東京月檢車輛所和東京修繕車輛所集合而成:100。
雖然大井車輛基地因品川基地的廢止而成為東海道新幹線在東京的主力基地，但其與前者相比，卻有遠離正線的問題，增加了未載客的回廠車往返廠區和終點發車站——東京車站之間所需的距離，進而干擾到一般列車的營運。東海道新幹線具有每小時從東京發出15班列車的最大能力，卻因為這些每小時4班的返廠列車佔用東京車站到品川間的正線行駛，而無法充分發揮。儘管存在著這種營運限制，但大井基地的角色不可或缺，少去了這個整備中心之後會產生更大的問題，因此僅能暫時容許東海道新幹線繼續維持此種受限的情況營運:100。

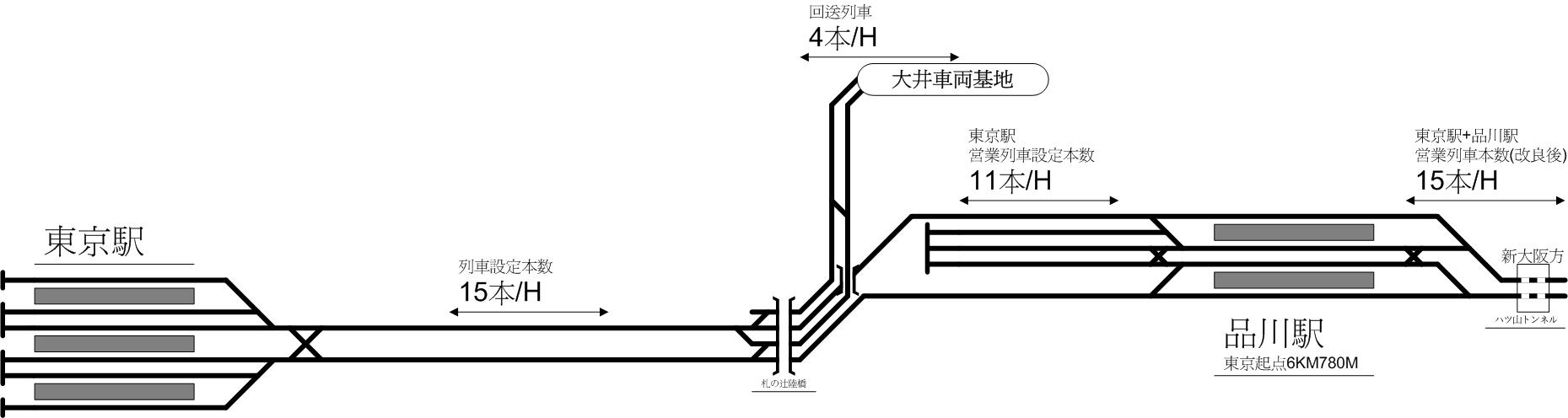
大井車輛基地及東京車站（左）、品川車站（右）之間的軌道配置圖

東海道新幹線為了解決班距與基地間的兩難問題，決定增設品川車站為新的停靠站點，使之能充當一個不受大井基地限制的部分列車始發站。當車站於2003年10月1日完工並投入使用後，原先由於清客列車進出大井基地、無法從東京車站發出的班次均可由品川補發，令東海道新幹線從首都圈發出的列車在東京、品川兩站的加總下，能完全提升到每小時15班的水準。2012年3月時，大井基地內新設了大井變頻變電所，以取代濱松町變電所的老化設備、改善東海道新幹線上的用電供應。東海旅客鐵道公司與東芝公司一起替大井基地的變電所研發了新式的變頻和微電子裝置。

## 列車及設施
大井基地內共設有兩座檢修庫、一座臨修庫、車輪鏇削庫和綜合事務所辦公樓等設施。軌道共含到開線38股（1至25號線位於西側，26至38號線位於東側）、檢修庫線12股（1至6股屬於第二檢修庫、7至12股屬於第一檢修庫），其他類型的軌道還包括臨修線、聯結線、拖上線等:p48。廠內曾配有新幹線0系列車、100系列車和300系列車，三者分別於1999年、2003年和2011年以前撤出:p50。截至2012年為止，大井車輛基地的的車種為47組700系列車、81組N700系列車及6組N700A系列車，共達134組:p48。